# Amanda Peet
Amanda Peet (New York, 1972. január 11. –) amerikai színésznő.

## Élete és pályafutása
Ügyvéd apa és szociális munkás anya mellett nőtt fel New Yorkban. A Columbia Egyetem történelem szakán szerzett diplomát.
A színész szakma alapjait Uta Hagen színész iskolájában sajátította el, ahol többek között Liza Minnelli, Whoopi Goldberg, Robert De Niro és Al Pacino is tanult.
Egy off-Broadway darabban debütált, majd egy Esküdt ellenségek-mellékszereppel kezdte tévés pályafutását. Az első igazán nagy filmszerepe a Bérgyilkos a szomszédom című filmben volt, Bruce Willis és Matthew Perry oldalán.

## Filmográfia

### Film
| Év   | Magyar cím                         | Eredeti cím                            | Szerep                             | Magyar hang        |
| ---- | ---------------------------------- | -------------------------------------- | ---------------------------------- | ------------------ |
| 1995 |                                    | Animal Room                            | Debbie                             |                    |
| 1996 | Ő az igazi                         | She's the One                          | Molly                              | Zsigmond Tamara    |
| 1996 | Szép kis nap!                      | One Fine Day                           | Celia                              |                    |
| 1997 |                                    | Grind                                  | Patty                              |                    |
| 1997 | Érints meg!                        | Touch Me                               | Bridgette                          |                    |
| 1997 |                                    | Sax and Violins                        | ismeretlen szerep                  |                    |
| 1997 |                                    | 1999                                   | Nicole                             |                    |
| 1998 | Tóparti víkend                     | Origin of the Species                  | Julia                              |                    |
| 1998 | Maffiaháború – A vér kötelez       | Southie                                | Marianne Silva                     |                    |
| 1998 | Szeress, ha tudsz!                 | Playing by Heart                       | Amber                              |                    |
| 1999 | Sülve-főve                         | Simply Irresistible                    | Chris                              |                    |
| 1999 |                                    | Jump                                   | Lisa                               |                    |
| 1999 | Nina mánia                         | Two Ninas                              | Nina Harris                        | Major Melinda      |
| 1999 | Pár-baj                            | Body Shots                             | Jane Bannister                     | Németh Borbála     |
| 2000 | Hát nem édes?                      | Isn't She Great                        | Debbie Klausman                    |                    |
| 2000 | A rendszer ellensége               | Track Down                             | Karen                              | Németh Kriszta     |
| 2000 | Bérgyilkos a szomszédom            | The Whole Nine Yards                   | Jill St. Claire                    | Tóth Auguszta      |
| 2000 | Átverve                            | Whipped                                | Mia                                |                    |
| 2001 | Nő a baj                           | Saving Silverman                       | Judith Fessbegler                  | Horváth Lili       |
| 2002 | Tiszta ügy                         | High Crimes                            | Jackie Grimaldi                    | Horváth Lili       |
| 2002 | Tiszta ügy                         | High Crimes                            | Jackie Grimaldi                    | Sallai Nóra        |
| 2002 | Ütközéspont                        | Changing Lanes                         | Cynthia Delano Banek               | Kisfalvi Krisztina |
| 2002 | Minden jöhet                       | Igby Goes Down                         | Rachel                             | Major Melinda      |
| 2002 | Minden jöhet                       | Igby Goes Down                         | Rachel                             | Kisfalvi Krisztina |
| 2003 | Azonosság                          | Identity                               | Paris                              | Horváth Lili       |
| 2003 | Minden végzet nehéz                | Something's Gotta Give                 | Marin Klein                        | Horváth Lili       |
| 2004 | Már megint bérgyilkos a szomszédom | The Whole Ten Yards                    | Jill St. Claire Tudeski            | Gubás Gabi         |
| 2004 | Melinda és Melinda                 | Melinda and Melinda                    | Susan                              | Tóth Auguszta      |
| 2005 | Szerelem sokadik látásra           | A Lot Like Love                        | Emily Friehl                       | Tóth Auguszta      |
| 2005 | Sziriana                           | Syriana                                | Julie Woodman                      | Pálfi Kata         |
| 2006 | Griffin és Phoenix                 | Griffin & Phoenix                      | Phoenix                            | Tóth Auguszta      |
| 2006 | Csapd le Chipet!                   | The Ex                                 | Sofia Kowalski                     | Solecki Janka      |
| 2007 | Harc a Terra bolygóért             | Battle for Terra                       | Maria Montez (hangja)              |                    |
| 2007 | Fiú a Marsról                      | Martian Child                          | Harlee                             | Peller Anna        |
| 2008 | X-akták: Hinni akarok              | The X-Files: I Want to Believe         | Dakota Whitney                     | Pikali Gerda       |
| 2008 |                                    | $5 a Day                               | Maggie                             |                    |
| 2008 | Bűnös utcák                        | What Doesn't Kill You                  | Stacy Reilly                       | Kisfalvi Krisztina |
| 2009 | 2012                               | 2012                                   | Kate Curtis                        | Pikali Gerda       |
| 2010 | Adni jó                            | Please Give                            | Mary                               | Horváth Lili       |
| 2010 |                                    | Quantum Quest: A Cassini Space Odyssey | Ranger (hangja)                    |                    |
| 2010 | Gulliver utazásai                  | Gulliver's Travels                     | Darcy Silverman                    | Szávai Viktória    |
| 2012 |                                    | To the Wonder                          | ismeretlen szerep (törölt jelenet) |                    |
| 2013 | Az első igazi nyár                 | The Way, Way Back                      | Joan                               | Horváth Lili       |
| 2013 | Személyiségtolvaj                  | Identity Thief                         | Trish Patterson                    | Pikali Gerda       |
| 2013 | Bízz bennem!                       | Trust Me                               | Marcy                              | Horváth Lili       |
| 2015 | A (sz)ex az oka mindennek          | Sleeping with Other People             | Paula                              | Zakariás Éva       |
| 2025 |                                    | Fantasy Life                           | Dianne                             |                    |

Rövidfilmek
- 1996: Winterlude – ismeretlen szerep
- 1996: Virginity – ismeretlen szerep
- 2000: Zoe Loses It –  Zoe
- 2001: Date Squad – Belkis Felcher
- 2003: Whatever We Do – Patty

### Televízió
| Év        | Magyar cím            | Eredeti cím                          | Szerep                    | Megjegyzések                               |
| --------- | --------------------- | ------------------------------------ | ------------------------- | ------------------------------------------ |
| 1995      | Esküdt ellenségek     | Law & Order                          | Leslie Harlan             | 1 epizód                                   |
| 1996      |                       | The Single Guy                       | Kathy                     | 1 epizód                                   |
| 1996      |                       | Central Park West                    | Robyn Gainer              | 6 epizód                                   |
| 1997      | Kerge város           | Spin City                            | Shelly McCory             | 1 epizód                                   |
| 1997      | Seinfeld              | Seinfeld                             | Lanette                   | 1 epizód                                   |
| 1997      |                       | Ellen Foster                         | Julia Hobbs               | tévéfilm                                   |
| 1999      |                       | Partners                             | Beth Harmon               | 1 epizód                                   |
| 1999–2001 | Jack és Jill          | Jack & Jill                          | Jacqueline 'Jack' Barrett | 32 epizód                                  |
| 2005      | Törtetők              | Entourage                            | önmaga                    | 1 epizód                                   |
| 2006–2007 | A színfalak mögött    | Studio 60 on the Sunset Strip        | Jordan McDeere            | 22 epizód                                  |
| 2009      |                       | Important Things with Demetri Martin | színésznő                 | 1 epizód                                   |
| 2009      |                       | Wainy Days                           | Jill                      | 1 epizód                                   |
| 2010      | Így jártam anyátokkal | How I Met Your Mother                | Jenkins                   | 1 epizód (Jenkins)                         |
| 2011      | Épülő vonzerő         | Bent                                 | Alex Meyers               | - 6 epizód - magyar hangja: - Horváth Lili |
| 2012–2013 | A férjem védelmében   | The Good Wife                        | Laura Hellinger           | 7 epizód                                   |
| 2015–2016 | Együttlét             | Togetherness                         | Tina Morris               | főszereplő (16 epizód)                     |
| 2017–2020 |                       | Brockmire                            | Jules James               | főszereplő (17 epizód)                     |
| 2018      | A Romanov-dinasztia   | The Romanoffs                        | Olivia Wells              | 1 epizód                                   |
| 2020      | Aljas John            | Dirty John                           | Betty Broderick           | főszereplő (2. évad)                       |
| 2021      |                       | Who Wants to Be a Millionaire?       | önmaga                    | 2 epizód                                   |
| 2021      | A tanszékvezető       | The Chair                            | nem szerepel              | társalkotó, író és vezet producer          |
| 2023      | Végzetes vonzerő      | Fatal Attraction                     | Beth Gallagher            | 8 epizód                                   |